# Bomaanslag in Antwerpen op 20 oktober 1981
Op 20 oktober 1981 vond een bomaanslag in Antwerpen plaats. Een autobom ontplofte voor een Portugees-Joodse synagoge in de Hoveniersstraat in de Diamantwijk in het centrum van Antwerpen. Drie mensen werden gedood en 106 anderen raakten gewond. De explosie blies de deuren en glas-in-loodramen van de synagoge weg en vernielde in de wijde omtrek winkeletalages en -ruiten. De bom was verborgen geweest in een bestelbus die de nacht tevoren fout geparkeerd was met een ontbrekend wiel, alsof deze panne had gehad.
Het tijdstip van de ontploffing viel net voor de viering van Simchat Thora. Een jaar eerder vond een soortgelijke aanslag plaats op de synagoge aan de Rue Copernic in Parijs, de avond voor Simchat Thora.
Sedertdien worden de belangrijkste straten van de wijk, zoals de Vestingstraat, de Hoveniersstraat en de Rijfstraat zwaar beveiligd en met slagbomen afgesloten.

## Daders
De aanslag werd nooit opgeëist, maar van zowel de aanslag in Parijs als in Antwerpen werd het Volksfront voor de Bevrijding van Palestina verdacht. Op 13 november 2008 werd een Libanees, Hassan Diab, in Canada aangehouden op basis van een onderzoek van de Franse inlichtingendienst. Op 6 juni 2011 keurde een Canadese rechter zijn uitlevering naar Frankrijk goed. In mei 2014 gaf ook het Canadees Hof van Beroep toestemming tot uitlevering aan Frankrijk. Diab heeft altijd ten stelligste ontkend. Bij aankomst in Frankrijk werd hij in beschuldiging gesteld. Hij bracht bijna vier jaar door in een cel maar het kwam niet tot een proces. In januari 2018 werd hij vrijgelaten bij gebrek aan bewijs. Op 19 mei 2021 besliste het Hof van Cassatie echter dat Diab toch in Frankrijk terecht moest staan. Op 21 april 2023 werd Diab bij verstek wegens de aanslag in Parijs tot levenslang veroordeeld. Het vonnis was vooral gebaseerd op verslagen van de geheime dienst en een paspoort dat door Diab zou zijn gebruikt. Er is veel kritiek op de vervolging van Diab, die zegt het slachtoffer te zijn van een persoonsverwisseling.